# Virginia Irwin

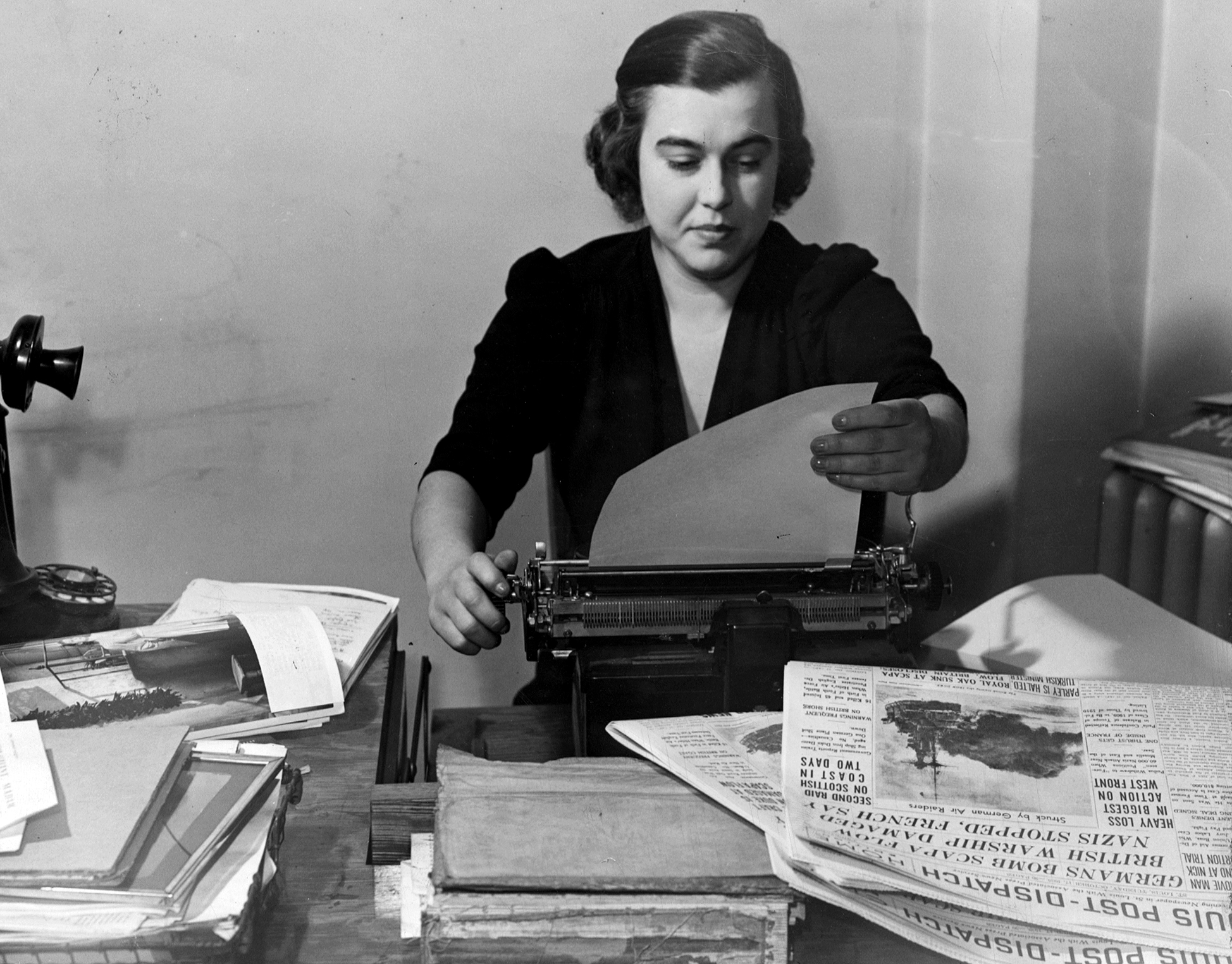
Virginia Irwin

Virginia Irwin (ur. 29 czerwca 1908 w Quincy w stanie Illinois, zm. 19 sierpnia 1980) - dziennikarka amerykańska. W latach 1932–1963 pracowała dla "St. Louis Post-Dispatch".
Uczyła się w Lindenwood College oraz w Gem City Business College. Do redakcji "St. Louis Post-Dispatch" trafiła w 1932. Początkowo zajmowała się dokumentacją w dziale sprawozdań. Po niespełna roku pracy powierzono jej stanowisko redaktora odpowiedzialnego za pisanie o żywności. Od 1934 zaczęła regularnie publikować.
Z początkiem II wojny światowej Irwin rozpoczęła starania o uzyskanie akredytacji, by jako korespondentka wojenna relacjonować wydarzenia w Europie. Przełożeni odmówili zgody na wyjazd. Wówczas wzięła roczny urlop i wyjechała do Anglii, gdzie zatrudniła się w dziale public relations amerykańskiego Czerwonego Krzyża.
Na krótko przed inwazją aliantów w Normandii w czerwcu 1944 szefowie "St. Louis Post-Dispatch" zdobyli dla Virgini Irwin akredytację w amerykańskim Departamencie Wojny. Irwin została oficjalnie korespondentką wojenną tej gazety. Opisywała przygotowania żołnierzy w Anglii do operacji Overlord. W niecały miesiąc po D-Day (6 czerwca 1944) przybyła do Francji. Relacjonowała działania wojsk alianckich na froncie zachodnim: we Francji, Belgii, Holandii, Luksemburgu i na terenie Niemiec.
Virginia Irwin była w Torgau nad Łabą, kiedy czołowe oddziały Armii Czerwonej i wojsk amerykańskich spotkały się tam 25 kwietnia 1945. Z okazji połączenia się sojuszniczych armii Rosjanie zorganizowali uroczysty bankiet. Na przyjęciu Irwin spotkała Andrew Tully, dziennikarza "Boston Traveler". Wspólnie postanowili wybrać się nieoficjalnie do Berlina. Chcieli jako pierwsi amerykańscy reporterzy zobaczyć i opisać zniszczoną, ogarniętą walkami stolicę III Rzeszy.
27 kwietnia 1945 Irwin i Tully bez żadnego zezwolenia i z pominięciem oficjalnych procedur wyruszyli w kierunku Berlina. Wiózł ich kierowca - sierżant John Wilson. Jechali jeepem wojskowym, do którego przyczepili flagę USA zabraną z Torgau.
Flaga Stanów Zjednoczonych, identyfikatory z Naczelnego Dowództwa Alianckich Sił Ekspedycyjnych oraz przyjazne uśmiechy dziennikarzy, którzy na widok Rosjan krzyczeli Amerikanski! pozwoliły tej trójce przeprawić się przez Łabę, minąć zdezorientowane radzieckie patrole i dotrzeć do Berlina. W stolicy Niemiec zetknęli się z młodym rosyjskim majorem nazwiskiem Kowalewski. Virginia Irwin i Andrew Tully podali się za francuskich korespondentów wojennych. Major Kowalewski poczuł się w obowiązku należycie podjąć gości i urządził dla nich ucztę z łososiem, suto zaprawianą wódką, koniakiem i spirytusem.
Następnego dnia dziennikarze wrócili do Torgau. Byli pierwszymi zachodnimi korespondentami, którzy widzieli zniszczoną stolicę III Rzeszy. Spisali swoje wrażenia z oblężonego przez Armię Czerwoną miasta.
Jednakże ze względu na fakt, że Irwin i Tully pojechali do Berlina nielegalnie, cofnięto im akredytacje. Samowolna wyprawa dziennikarzy doprowadziła do zamieszania w stosunkach rosyjsko-amerykańskich i intensywnej wymiany depesz na linii Moskwa - Waszyngton. Dwight Eisenhower, do którego dotarła kopia pisemnej relacji Irwin z Berlina, był poirytowany sytuacją i zadecydował, że relacje dziennikarzy nie będą opublikowane, zanim nie ocenzuruje ich strona rosyjska. Virginia Irwin została umieszczona w areszcie domowym. Wkrótce Irwin i Andrew Tully zostali odesłani do USA. Dopiero później ich "zrehabilitowano".
Pomimo utraty akredytacji i przymusowego powrotu do USA, Virginia Irwin zachowała kopię swoich zapisków z Berlina. Jej relacja z tego wyniszczonego wojną miasta ukazała się na pierwszych stronach "St. Louis Post-Dispatch" 11 dni po tym jak Irwin udało się dotrzeć do oblężonej stolicy Niemiec.
Po wojnie Virginia Irwin pracowała w nowojorskim biurze "Post-Dispatch". Pisywała do rubryki z poradami. Niektóre z jej tekstów ukazały się z podpisem "Martha Carr", którego to pseudonimu używali także inni autorzy. W 1960 wróciła do redakcji "Post-Dispatch" w Saint Louis. Do końca swojej dziennikarskiej kariery opisywała w gazecie codzienne wydarzenia. W 1963 odeszła na emeryturę i przeniosła się do Webb City w stanie Missouri.